# Granica (województwo opolskie)
Granica – osada w Polsce położona w województwie opolskim, w powiecie strzeleckim, w gminie Kolonowskie.